# كبلر-65
كيبلر 65 (بالإنجليزية: Kepler-65)‏ الذي يرمز له بالرمز GSC 03125-00976، هو نجم، في كوكبة القيثارة.

## الاكتشاف
.